# Gerontopsykologi
Gerontopsykologi er den del af psykologien, der beskæftiger sig med forståelse af menneskets aldring i samspil med det omgivende miljø. Faget beskæftiger sig med problemstillinger, der dækker området fra den raske aldring i en livslang sammenhæng til den svækkede eller syge aldring og de vanskeligheder, der er forbundet hermed i et bredt klinisk psykologisk perspektiv. 
Gerontopsykologi klassificeres ofte som en underdisciplin til udviklingspsykologi. 
('Geronto-',: Fra græsk vedr. ældre mennesker, alderdoms-. )